# Ad-Dukhan
Ad-Dukhan “A fumaça” (do árabe:  سورة الدخان) é a quadregésima quarta Sura do Alcorão e tem 59 ayats.

## História
A sura começa com um hino de glorificação ao poder de Alá. Afirma ainda que Alá destrói as nações descrentes, como fez com o Egito antigo. Os ayats 43-46 descrevem a Jahannam. Nos ayats 51-57 Alá descreve a Jannah e promete o Houris aos homens.